# Alchemilla johnstonii
Alchemilla johnstonii är en rosväxtart som beskrevs av Oliver. Alchemilla johnstonii ingår i släktet daggkåpor, och familjen rosväxter. Utöver nominatformen finns också underarten A. j. lindblomiana.